# Google Fi
Google Fi (pronunciato: / f aɪ /), precedentemente Project Fi, è un servizio di telecomunicazioni MVNO di Google che fornisce chiamate telefoniche, SMS e banda larga mobile utilizzando reti cellulari e Wi-Fi. Google Fi utilizza reti gestite da T-Mobile ed US Cellular. Google Fi è un servizio solo per i residenti negli Stati Uniti, a partire dalla fine del 2019.
Il servizio è stato lanciato per il Nexus 6, solo su invito, il 22 aprile 2015. Il servizio è stato aperto al pubblico il 7 marzo 2016 e il supporto per dispositivi aggiuntivi, inclusi gli smartphone Pixel e Pixel XL, è stato introdotto il 4 ottobre 2016. Il 28 novembre 2018, Google ha rinominato Project Fi come Google Fi e ha aggiunto il supporto per più telefoni, inclusi gli iPhone.